# Лобелин
Лобелин (Lobelinum) — алкалоид, содержащийся в растении Lobelia inflata L., сем. колокольчиковых (Campanulaceae). В медицинской практике применялся в качестве аналептика, как стимулятор дыхания, в качестве вспомогательных средств для отвыкания от курения. Таблетки, содержащие лобелин, выпускаются для этой цели под названием «Лобесил» (Tabulttae «Lobesilum»). Каждая такая таблетка содержит 0,002 г (2 мг) лобелина гидрохлорида.
Оптически активен. Рацемат лобелина получают синтетическим путём.
Синонимы: Antisol, Atmulatin, Bantron, Lobatox, Lobelinum hydrochloricum, Lobeton, Lobidan и др. (l-1-Метил-2-бензоилметил-6-(2-окси-2-фенилэтил)-пиперидина гидрохлорид).

## Общая информация
Белый кристаллический порошок горького вкуса, без запаха. Трудно растворим в воде (1:100), растворим в спирте (1:10). Водные растворы (с добавлением раствора хлористоводородной кислоты до рН 2,8—3,2) тиндализуют при +60 °C 3 раза каждые 3 ч по 1 ч.

## Противопоказания
Лобелин противопоказан при резких органических заболеваниях сердечно-сосудистой системы.
Применение таблеток с лобелином противопоказано при обострении язвенной болезни желудка и двенадцатиперстной кишки, резких органических изменениях в сердечно-сосудистой системе. Лечение должно производиться под наблюдением врача.
При передозировке возможны побочные явления: слабость, раздражительность, головокружение, тошнота, рвота.

## Форма выпуска
1% раствор в ампулах и шприц-тюбиках по 1 мл. Форма выпуска «Лобесила»: таблетки, содержащие по 0,002 г (2 мг) лобелина гидрохлорида, в упаковке по 50 штук.